# Jan VIII. Xifilinos
Jan VIII. Xifilinos (starořecky Ἰωάννης Ηʹ Ξιφιλῖνος; kolem 1005 / 1010 až 1012  Trapezunt – 2. srpen 1075 Konstantinopol) byl byzantský vzdělanec, právník, klerik a mnich, konstantinopolský patriarcha v letech 1064 – 1075, autor řady spisů. V pravoslaví se považuje za světce, svátek má 30. srpna.

## Život
Jan se narodil do rodu Xilifinů v byzantském městě Trapezunt u Černého moře. O jeho rodině se mnoho neví, soudí se však, že byla spíše chudá. Jeho otec zemřel ještě v Janově dětství, a o syna se tak starala jen matka. Základní vzdělání Jan získal v rodném městě. Jeho synovcem byl stejnojmenný mnich a epitomista Jan Xifilinos.
Po studiích v Konstantinopoli (kolem 1030) se Jan stal členem společnosti seskupené kolem intelektuálů Michaela Psella a Jana Mauropa. Na rozdíl od nich se věnoval především studiu práva, přestože nezanedbával tehdejší obvyklé studie filozofie, rétoriky a dialektiky. Během patriarchátu Alexia I. se možná v roce 1039 podílel na psaní ediktů proti heretikům.
Snad v dubnu 1047 získal post nomofylaxe didaskolos (strážce zákonů - tj. rektora) na právnické škole v Konstantinopoli. Už předtím konstantinopolskou školu provizorně vedl spolu s filozofem Psellem (od roku 1044/1045?). Své studenty vedl k interpretaci právních otázek v kontextu historie. Normy přizpůsoboval filozofickému přístupu, vzorem mu byl Aristotelés. Naopak platonismus svého přítele Psella kritizoval. Koncem 40. let se Xifilinos dostal do nemilosti císaře Konstantina Monomacha a jakýmsi Ofridem (nebo Ofrydem, zřejmě soudcem) byl pro mladý věk a způsob výkladu nařknut z volnomyšlenkářství. Na Janovu stranu se postavil jeho přítel Michael Psellos. I přesto byl Jan Xifilinos z funkce odvolán, pravděpodobně proto, že Ofridas měl podporu starších soudců a právníků ve městě.
Již krátce poté nastaly v intelektuálním životě v Konstantinopoli další změny. Když se mesazónem po Konstantinu III. Lichúdovi v roce 1050 stal eunuch Jan, musel Xifilinos a jeho přátelé Konstantinopol opustit. Jan se podobně jako Michal Psellos stal mnichem. Žil v monastýru na hoře Olympos v maloasijské Bithýnii. O tomto období jeho života je známo jen málo. Zdá se, že se upřímně věnoval duchovnímu životu a se svým novým způsobem života se smířil mnohem snáze než jeho přítel Psellos. Obtížná situace vedla k tomu, že se vzdal svých předchozích ideálů, což způsobilo ochladnutí jeho vztahů s Psellem. Lze to usoudit z jeho důtky Psellovi pro přílišnou lásku k Platónovi. Ve své odpovědi Psellos následně kritizoval Xifilina za to, že zapomněl na své staré světské vzdělání a způsob života.
Když v roce 1063 zemřel patriarcha Konstantin III., císař Konstantin Monomachos povolal Jana zpět do Konstantinopole a ustanovil ho patriarchou. Údajně se tak stalo na Psellovu přímluvu. Pravdivost Psellova tvrzení, že ho sám navrhl za patriarchu, však již nelze spolehlivě dokázat.
Janovou první starostí na nové pozici byla otázka herezí na východních hranicích říše. Již na začátku svého patriarchátu odsoudil do exilu jakobitského metropolitu v Meliténé. Roku 1066 oficiálně vyhlásil církevní unii mezi miafyzitskou arménskou církví a Konstantinopolí. Unie byla aktem politického významu v kontextu byzantské politiky na východě, kde zemi ohrožovali Seldžukové. Z arménské strany unii ratifikoval Jakub, který však neměl oficiální povolení své církve. Jan odvolal také rozhodnutí dřívějšího  patriarchy Michaela I., které zakazovalo metropolitům sídlícím v Konstantinopoli dosazovat biskupy uprázdněných diecézí.
Jako patriarcha se Jan také angažoval v otázce následnictví po smrti Konstantina X. Duky. Krátce před 21. květnem 1067 přijal na žádost umírajícího císaře přísahu jeho manželky Eudokie, že se nikdy znovu nevdá. Konstantin tím chtěl zajistit nástupnictví svých synů. Patriarcha pohrozil císařovně exkomunikací v případě, že by přísahu porušila. Situace v podstatě ponechala moc v rukou Michaela Psella a césara Jana Duky, bratra zesnulého Konstantina X. Už o několik měsíců později však na východě hrozilo nebezpečí ze strany Seldžuků. Byzanc od nepřítele utrpěla vážné porážky a Jan proto Eudokii z přísahy uvolnil a umožnil jí oženit se s Romanem Diogenem. Zúčastnil se také uzavření smlouvy mezi Byzancí a Normanem Robertem Guiscardem o sňatku byzantského césara Konstantina Duky a Guiscardovy dcery.
Jan vyvíjel také činnost v oblasti renovace a výzdoby konstantinopolských chrámů. Zvláštní pozornost věnoval výzdobě chrámu Hagia Sofia. Zemřel v lednu 1075. Pohřben byl v monastýru nad Bosporem.

## Dílo
O Xifilinově spisovatelské činnosti se dá s jistotou říci jen málo. Napsal zřejmě několik zejména právnických děl. Bývají mu připisovány (např. Wandou Wolskou-Conusovou) kritické komentáře k Basilikám (celkem až kolem 63 tzv. scholií), ale i Tractus de creditis, Depeculiis a Meditati de nudis pactis i hagiografické dílo Zázraky svatého Eugenia. Dnes je uznáván i za autora Novella Constitutio, možná nejkompletnějšího pojednání o opodstatněnosti práva, funkci práva a vztahu státu a práva v celém středně-byzantském období. Autorem však může být také Jan Mauropus či jiný spisovatel.
Podle Wolské-Conusové existovaly v jedenáctém století dvě protichůdné školy byzantského právního myšlení. První byla skupina zastoupená Xifilinem a jeho studenty, kteří uplatňovali vysoce teoretický přístup k právu a opírali se o interpretaci právních textů z šestého a začátku sedmého století. Druhou rerezentovali etablovanější byzantští právníci, kterým se nelíbil Xifilinův vzestup a kteří dávali přednost Basilikám před pracemi justiniánských a pojustiniánských právníků. Xifilinovi tak přisuzuje zavedení nových vyučovacích metod a přístupů zkoumání původního justiniánského práva na konstantinopolské právnické škole. Přestože se jedná o významnou studii, mnozí moderní učenci a odborníci na středně-byzantské právo tento postulát odmítají a tvrdí, že Monomachem vytvořená škola žádné zvláštní inovace v přístupu k římskému právu nepřinesla.
Dalším tvrzením často spojovaným s činností konstantinopolské právnické fakulty je, že Xifilinos a jeho studenti vytvořili jakousi „glossu ordinariu“ (soubor komentářů ve formě glos - scholií) pro Basiliky, v níž kombinovali „starou“ scholistickou (komentátorskou) školu šestého a sedmého století s novějším přístupem scholiastů středního byzantského období. Současné chápání rukopisné tradice Basilik však na tuto myšlenku vrhá zásadní pochybnosti.